# Bernard Madoff
Bernard Lawrence "Bernie" Madoff (Queens, Nova Iorque, 29 de abril de 1938 - Carolina do Norte, 14 de abril de 2021) foi o presidente de uma sociedade de investimento que tem o seu nome e que fundou em 1960. Esta sociedade foi uma das mais importantes de Wall Street. Madoff também foi uma das principais figuras da filantropia judaica. Em Dezembro de 2008 Madoff foi detido pelo FBI e acusado de fraude. O juiz federal Louis L. Stanton congelou os ativos de Madoff. Suspeita-se que a fraude tenha alcançado mais de 65 bilhões de dólares, o que a torna uma das maiores fraudes financeiras levadas a cabo por uma só pessoa.
Morreu a 14 de abril de 2021, na prisão onde cumpria a pena a que foi condenado, devido a causas naturais.

## Vida pessoal
Madoff nasceu em 1938 no seio de uma família judaica e foi casado com Ruth Madoff. Foi membro ativo da National Association of Securities Dealers (NASD), organização autorregulada na indústria de ativos financeiros norte-americanos. A sua empresa esteve entre as cinco que impulsionaram o desenvolvimento do NASDAQ, e o próprio Bernard trabalhou como coordenador-chefe do mercado de valores.
O grupo incluía duas áreas separadas: Bernard Madoff Investment Securities LLC, com as funções de corretor de bolsa (broker) e formador de mercado em ações norte-americanas (market maker), onde trabalhava a maioria do pessoal, e a área de Investment Advisory, foco de toda a fraude.
Nesta última Bernard Madoff realizava os investimentos para hedge funds como o Fairfield Sentry, Kingate ou Optimal (grupo banco Santander).
Apesar do êxito histórico dos resultados dos fundos geridos pela sua empresa, desde 1992 a gestão recebeu algumas críticas isoladas. Veio-se a descobrir posteriormente como os auditores da Madoff trabalhavam num pequeno escritório sem praticamente terem pessoal.

## Vítimas de Madoff
Madoff, com fama de filantropo, não só enganou entidades bancárias e grupos de investimento, como também são vítimas da sua fraude fundações e organizações caritativas.
A Securities Investor Protection Corporation (SIPC) está em processo de liquidação da brokerage da empresa de Madoff, com Irving Picard a atuar como trustee. A SIPC assegura até 500 mil dólares para dinheiro em falta em contas de brokerage individuais, mas não protege contra maus investimentos.
Stephen Harbeck, presidente da SIPC afirmou que os registos financeiros do departamento de gestão de investimentos demorarão seis meses a analisar. “Há alguns ativos, mas não tenho ideia de qual a relação com os pedidos sobre eles. Os registos são altamente suspeitos neste caso.”
De acordo com o The Wall Street Journal, os investidores com maiores perdas incluíam:
- Fairfield Greenwich Advisors, 7,5 bilhões de dólares;
- Tremont Capital Management, 3,3 bilhões de dólares;
- Banco Santander, 2,87 bilhões de dólares;
- Bank Medici, 2,1 bilhões de dólares;
- Ascot Partners, 1,8 bilhão de dólares;
- Access International Advisors,1,4 bilhão de dólares;
- Fortis, 1,35 bilhão de dólares;
- Union Bancaire Privée, 1 bilhão de dólares;
- HSBC, 1 bilhão de dólares.

As potenciais perdas destes nove investidores totalizam 22,32 bilhões de dólares. Outros investidores, com perdas potenciais entre cem milhões e um bilhão de dólares incluem as seguintes entidades: Natixis SA, Carl J. Shapiro, Royal Bank of Scotland Group PLC, BNP Paribas, BBVA, Man Group PLC, Reichmuth & Co., Nomura Holdings, Aozora Bank, Maxam Capital Management, EIM SA, e AXA SA.
O total de perdas potenciais segundo o The Wall Street Journal é 65 bilhões de dólares, o que faz de Madoff o autor da maior fraude financeira de todos os tempos.
Numerosas entidades estrangeiras foram afetadas. Supõe-se que haja só de fundos portugueses cerca de 76 milhões de euros aplicados no esquema fraudulento de Madoff.
Em 29 de junho de 2009, Madoff foi condenado a 150 anos de prisão por um tribunal de Nova Iorque.
Em 11 de dezembro de 2010 seu filho Mark Madoff cometeu suicídio. Em 2014 morreu o filho mais novo Andrew Madoff, vítima de câncer (linfoma).
Em janeiro de 2017, chegou a criar um monopólio dentro da penitenciária federal de Butner, na Carolina do Norte, onde esteve preso. Madoff comprou todos os pacotes de Swiss Miss, uma bebida instantânea de chocolate, diretamente das autoridades da prisão, e posteriormente revendeu a outros detentos por um preço maior.
Morreu a 14 de abril de 2021, na Carolina do Norte, na prisão onde cumpria a pena a que foi condenado, devido a causas naturais.